# Csurgó (Románia)
Csurgó románul: Ciurgău, falu Romániában, Erdélyben, Kolozs megyében.

## Fekvése
Kolozsvártól 70 kilométerre, Mezőcsán mellett fekvő település.

## Története
Csurgó korábban Mezőcsán része volt. 1956-ban vált külön 335 lakossal. 1966-ban 193, 1977-ben 105 román lakosa volt. 1992-ben 78 lakosából 75 román, 3 magyar volt. A 2002-es népszámláláskor Csurgónak 50 román lakosa volt.
A faluban 2004-ben nem volt villamos áram.